# Mondongo paisa
El Mondongo es la sopa de mondongo tal cual se prepara en Antioquia (Colombia).
Es un plato muy bien sazonado, majo y de sabor característico. Se prepara con panza de res, limpia y cortada en trozos finos; carne blanda de cerdo, también cortada en trocitos; varios vegetales y verduras, todo cocinado por largo tiempo y acompañado de aliños y especias. Muy similar a los callos a la madrileña.
Presenta variedades, como el mondongo de tres carnes.